# ERC Magazine
«ERC Magazine» — український щоквартальний часопис про товари споживчої  електроніки, трендові сучасні пристрої та геймінг, комплексні рішення для бізнесу та установ, продукцію для помешкань, садиб, домогосподарств, побутову техніку та телевізори, іграшки та інші товари для дітей та підлітків. Видається з 2008 компанією ERC. З 2015 — українською мовою. Друкується в Україні накладом 5-7 тисяч примірників.

## Історія

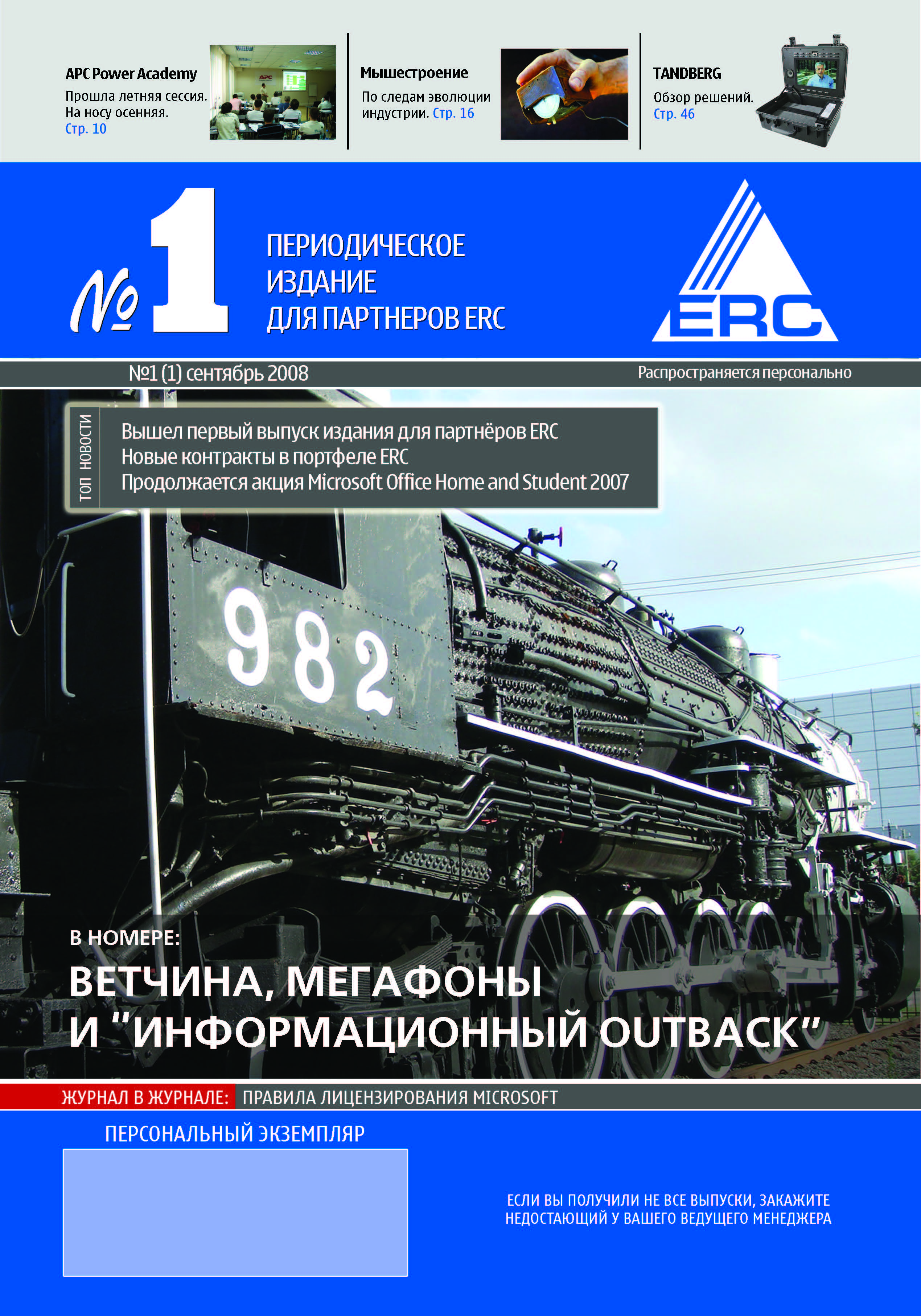
Обкладинка ERC Magazine, № 1

Перше число часопису вийшло друком у вересні  2008 року. Станом на квітень 2019 вийшло 57 примірників. 
З весни 2015 видання україномовне. 
З початку й до травня 2018 виходило форматом А4 й містило матеріали 80-120 сторінками.
Перші числа були присвячені виключно споживацькому сегменту електроніки та комплексним рішенням для бізнесу та установ.  
Наприкінці 2017-го року у часописі публікувались не лише матеріали про продукцію та рішення галузей споживчої  електроніки та комплексних рішень для бізнесу чи установ, а й  про продукцію для помешкань, садиб, домогосподарств, про побутову техніку та телевізори, іграшки та товари для дітей, трендові сучасні пристрої та геймінг. 
З травня 2018-го року часопис друкується 4-ма окремими серіями, кожна з яких присвячена окремому головному продуктовому напрямкові.

## Вміст
Головними продуктовими напрямками часопису є:
- продукти споживчої  електроніки, трендові сучасні пристрої та геймінг
- комплексні рішення для бізнесу та установ
- продукція для помешкань, садиб, домогосподарств, побутова техніка та телевізори
- іграшки та інші товари для дітей та підлітків

Матеріали готуються таким чином, щоб їх можна було читати широкому загалу й вони були зрозумілі та цікаві.
В серії примірників наводились уроки української мови авторства Олександра Авраменка за узгодженням з автором, друкувались переліки правильних та показово неправильних перекладів слів, словосполучень, окремих термінів.  Велась боротьба з суржиком, калькуванням. 
Текст та світлини, діаграми, зведення, таблиці, графіки, тощо є авторськими або зі збереженням відповідних прав. Більшість фотографій зроблені співробітниками компанії під час відряджень виставками, чи у фотостудії ERC. Авторами статей часопису є співробітники ERC та бізнес-партнерів. 
Часопис відповідає всім нормам дизайну і поліграфічної якості.

## Розповсюдження
Часопис пропонується читачам безкоштовно. Розповсюдження часопису відбувається переважно серед бізнес-партнерів дистрибутора ERC. Конкретному підписникові часопис або надсилається Укрпоштою у відправленні, або, при нагоді, персонально передається з рук в руки під час бізнес-зустрічей.
Чимало матеріалів часопису після їх використання у друкованій версії републікуються у цифровому вигляді каналами ERC та партнерів у повному чи зміненому вигляді. Ці матеріали з'являлися сторінками facebook, youtube, месенджерів, сайтами.
З почату видання наклад друкується в Україні в межах 5-7 тисяч примірників.

## Галерея

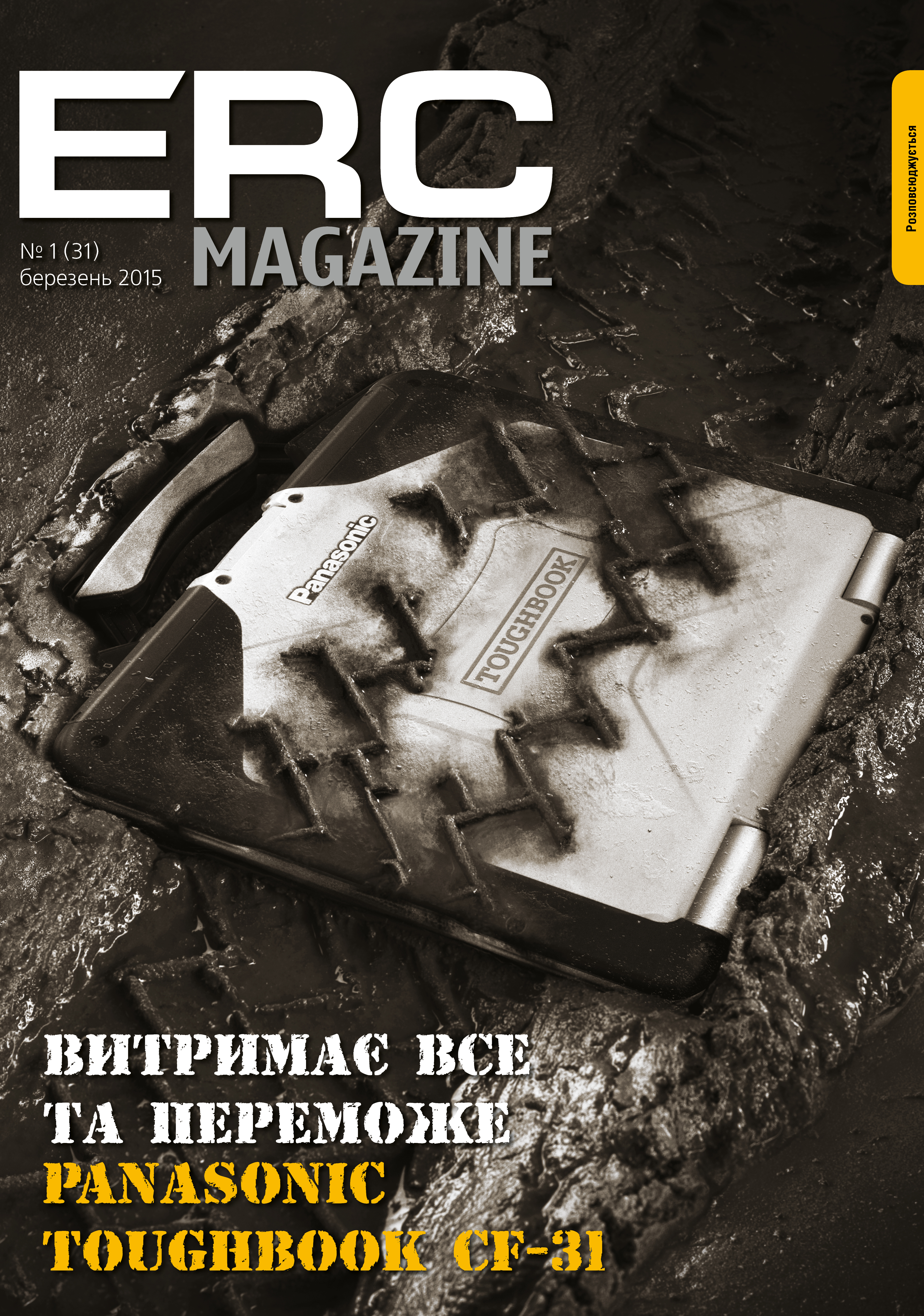
Обкладинка ERC Magazine, № 1 (31)
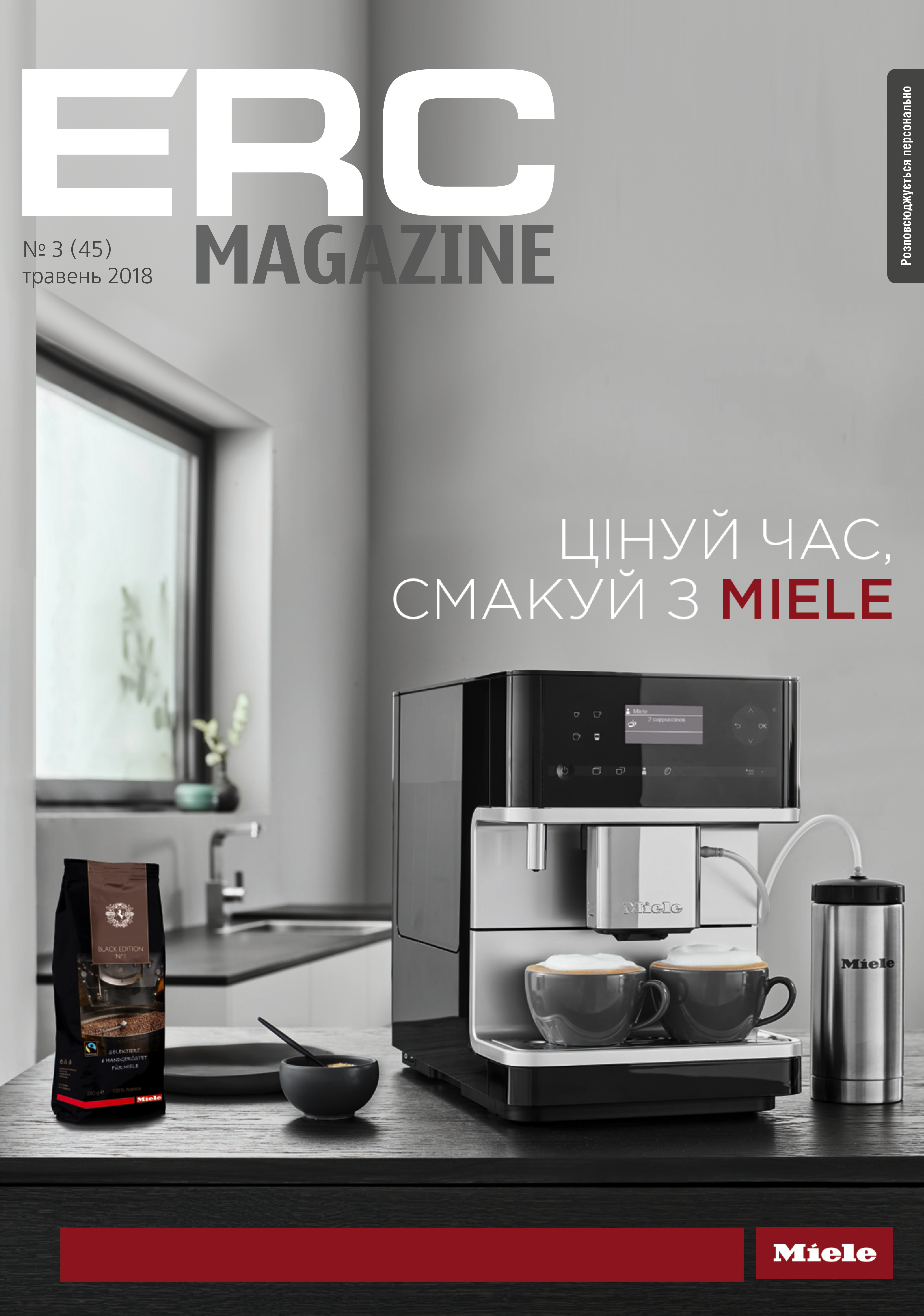
Обкладинка ERC Magazine, № 3 (45)